# Utamaro Kitagawa
Utamaro Kitagawa (喜多川 歌麿) ili Outamaro, rođen kao Kitagawa Ichitarō (Kawagoē, 1753. – Tokyo, 31. listopada 1806.) bio je jedan od najslavnijih japanskih slikara i grafičara Ukiyo-e stila.
Živio je i djelovao u Edu (danas Tokyo) gdje se smatrao klasikom japanskih višebojnih drvoreza u kojima je izrađivao žanr-scene iz gradskog života, ženske portrete (pretežito kurtizana), erotske prizore i miniciozno izvedene serije insekata, školjaka i ptica.
Utjecao je na Vincenta van Gogha i secesijsku ornamentiku.
Neka se Utamarova djela nalaze u Galeriji starih i novih majstora Gradskog muzeja u Varaždinu.

## Odabrana djela
- Cvijeće Eda: Djevojka pjeva Semisenu, drvorez, 1803.
- Na moju zakletvu, drvorez iz 1802., 38.4 × 25.4 cm, Tokyo Fuji muzej umjetnosti.
- Yama-uba i Kintaro Sakazuki, drvorez.

## Vanjske poveznice
- Utamaro u Varaždinu[neaktivna poveznica]
- Kitagawa Utamaro Online
- Utamaro na artelino (engl.)